# Фолетти, Антон Егорович
Антон Егорович (Антонио) Фолетти (итал. Antonio Foletti; сер. XIX века) — русский скульптор.

## Биография
Родился в семье итальянского (италошвейцарского) происхождения, вероятнее всего, происходившей из города Лугано в кантоне Тичино, откуда родом были также жившие и работавшие в России художественные династии Жилярди и Бруни. Образование получил в Императорской академии художеств в Санкт-Петербурге в мастерской скульптора Витали.
Ко времени обучения в академии относятся три самых знаменитых работы Фолетти:
1) Бюст строителя Исаакиевского собора архитектора Монферрана. Первоначально был выполнен из гипса, и в таком виде был представлен на Академической выставке 1849 года и награждён 2-й серебряной медалью академии. В 1850 году было выполнено повторение этого бюста из разноцветного мрамора, которая многие годы украшает интерьер Исаакиевского собора.
2) Бюст скульптора Витали, учителя Фолетти, за который он в 1852 году получил 1-ю серебряную медаль. После смерти Витали, копия бюста была установлена на могиле последнего на Волковском лютеранском кладбище на постаменте под ажурной чугунной сенью. После того, как прах Витали в советские годы был перенесён в Александро-Невскую лавру на Тихвинское кладбище, туда же был перенесён и бюст (но уже без чугунной сени). Оригинал бюста работы Фолетти хранится в Государственном Русском музее.
3) Бюст графини С. С. Строгановой, ныне украшающий собрание Таганрогского художественного музея.
Кроме того, в 1853 году Фолетти исполнил статую «Отдыхающий Адонис», за которую получил 2-ю золотую медаль. В 1859 году получил звание классного художника с причислением к 14-му классу Табели о рангах. В начале 1860-х годов, в качестве помощника Роберта Залемана, Фолетти участвовал в работе над горельефами для монумента «Тысячелетие России» в Великом Новгороде.
Согласно «Всеобщей адресной книге Санкт-Петербурга» на 1867 год, Фолетти в это время ещё работал по адресу на Обуховской площади; дальнейшая его судьба неизвестна.

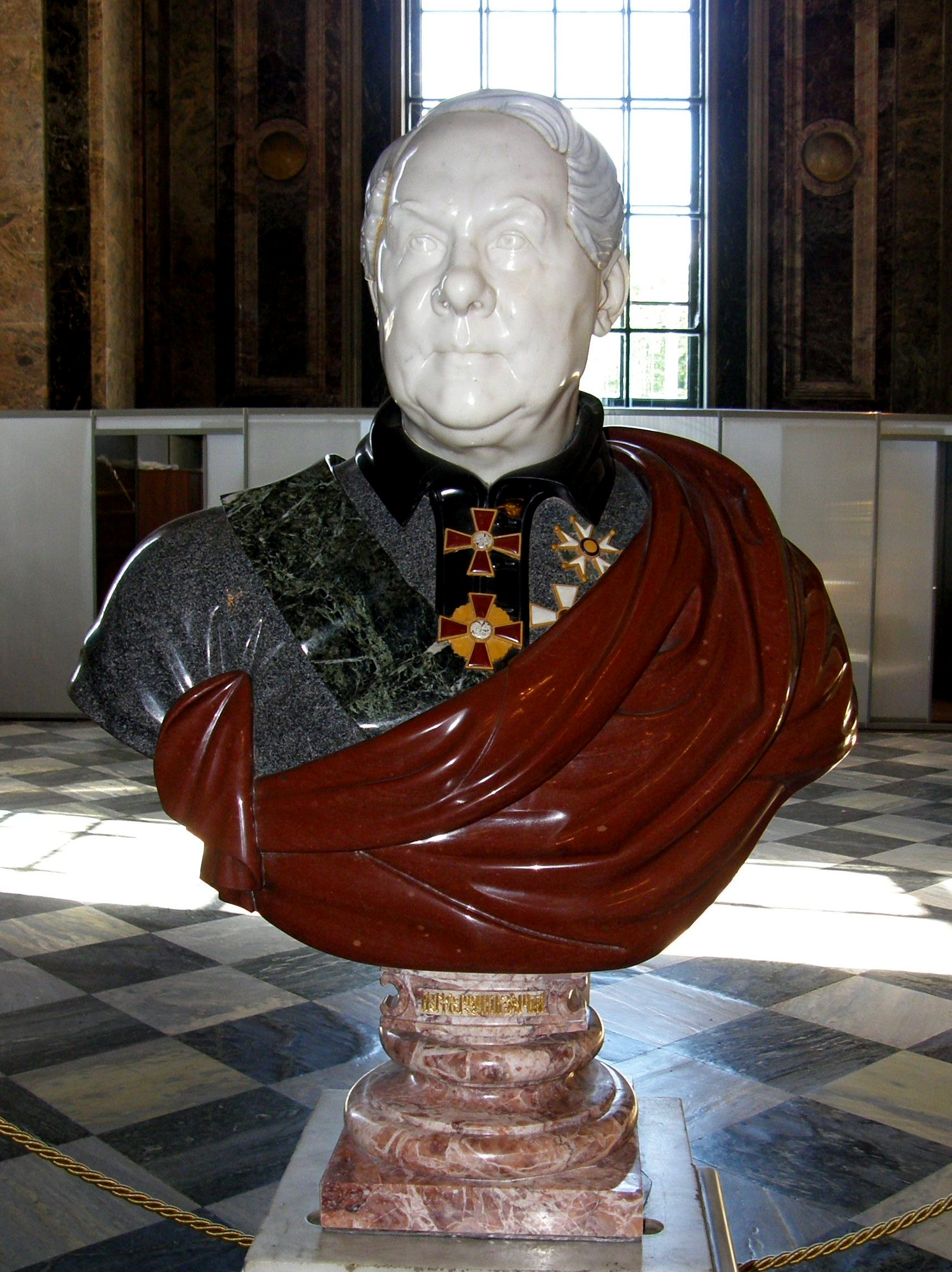
Бюст О. Монферрана в Исаакиевском соборе, созданный из тех же сортов мрамора и других поделочных камней, которые использовались при строительстве собора.
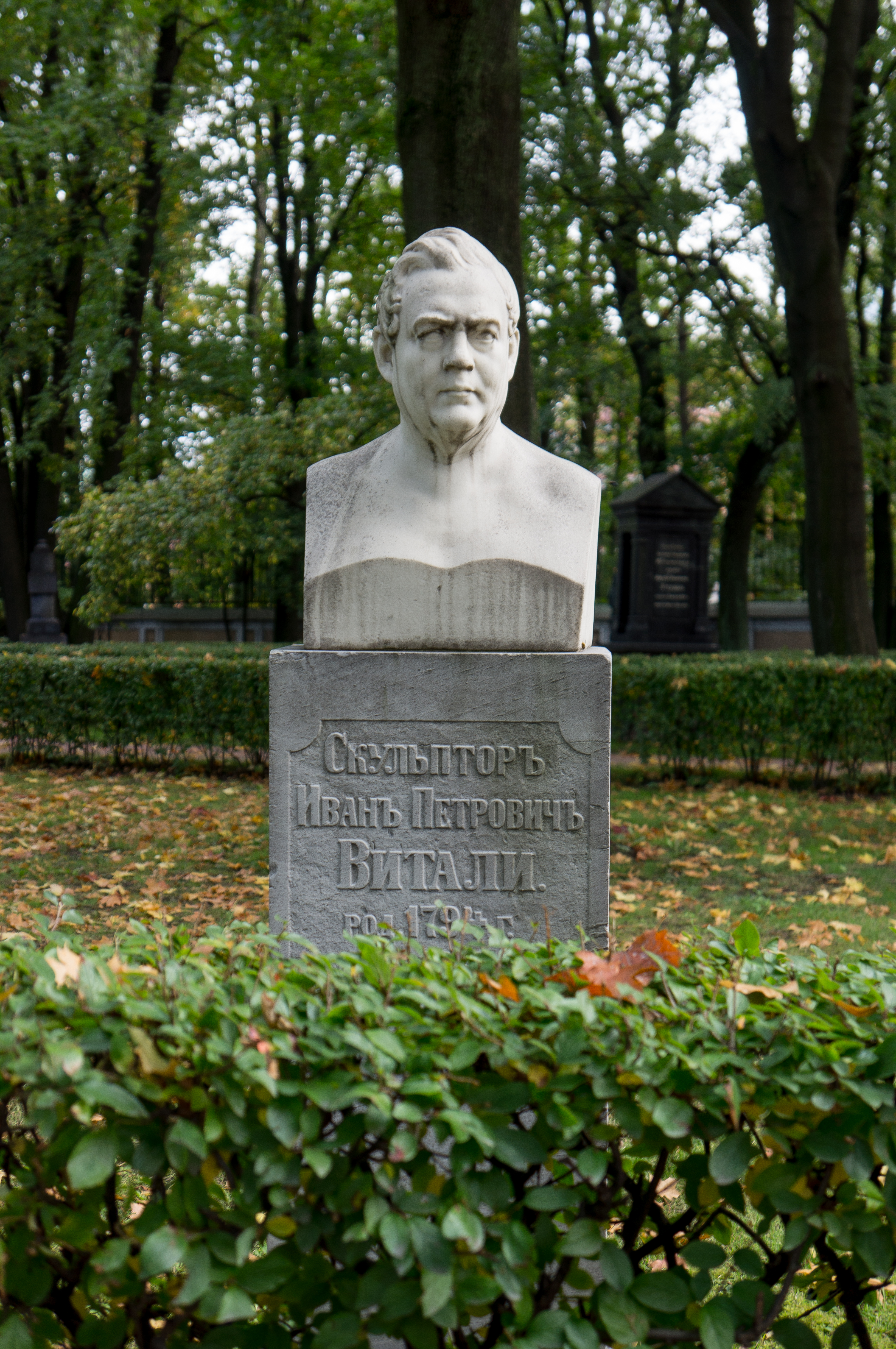
Надгробный памятник скульптору Ивану Петровичу Витали, Некрополь мастеров искусств, Санкт-Петербург.